# Отзыв статьи о дофаминергической нейротоксичности MDMA
Статья «Сильный нейротоксический эффект в отношении дофаминергических нейронов у приматов, вызванный обычной рекреационной дозировкой MDMA (экстази)» (англ. Severe Dopaminergic Neurotoxicity in Primates after a Single Recreational Dose Regime of MDMA (Ecstasy)) авторства Джорджа Рикарти с сотрудниками вышла в журнале Science в 2002 году, и её результаты были широко разрекламированы в прессе, составив часть наркотической моральной паники 2000—2002 годов, вызванной распространением экстази в США, — статья оценивается как самая известная научная работа о вреде MDMA и экстази. Через год статья была отозвана, так как оказалось, что вместо MDMA исследованным обезьянам вводили метамфетамин в окололетальных дозах. Это вызвало большой скандал и широкую переоценку утверждений о вреде MDMA и экстази.

## Социальный контекст

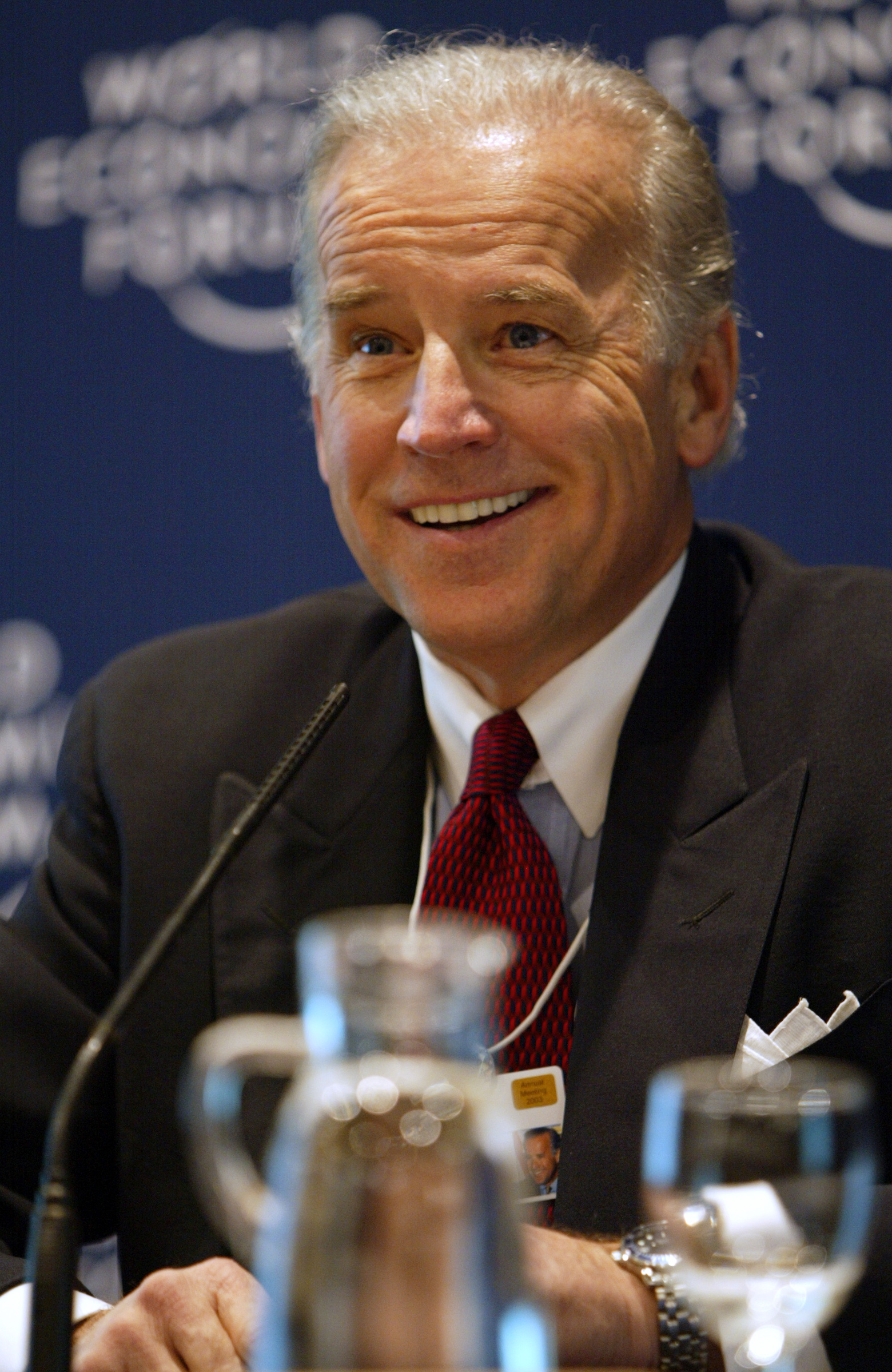
Сенатор Джо Байден (2003)

В 2002 году в США была в разгаре наркотическая паника относительно экстази. 18 июня в Сенат был представлен законопроект RAVE (англ. Reducing Americans’ Vulnerability to Ecstasy Act — «Закон по уменьшению уязвимости американцев к экстази», сокращение совпадает с англ. rave — рейв). Представлял его сенатор Джо Байден, автор многочисленных антинаркотических законов, в том числе закона, учредившего Управление национальной политики наркоконтроля (англ. Office of National Drug Control Policy) — глава которого часто называется в США «наркоцарём» (англ. Drug Czar). Закон представлял собой изменения в уже существующий Закон о контролируемых веществах (англ. Controlled Substances Act), которыми предполагалось ввести юридическую ответственность и штрафы до 250 000 долларов для владельцев клубов и организаторов событий, знающих, что на мероприятии распространяется экстази и другие клубные наркотики. В преамбуле закона организаторы вечеринок обвинялись в использовании средств снижения вреда от наркотиков для культивации их потребления и последующего извлечения прибыли — такими средствами объявлялись, например, продажа воды по завышенным ценам и организация комнат отдыха с платным доступом, что в преамбуле связывалось исключительно с мерами по снижению опасности экстази. Даже просто наличие охраны объявлялось введением в заблуждение родителей участников рейвов, создающим у них ложное чувство безопасности мероприятия.
Предлагавшийся этим законом сдвиг наркополитики был одновременно старым — в русле предыдущих ужесточений законодательства в 1980-х годах в ответ на эпидемию потребления крэк-кокаина — и новым: если в отношении потребителей крэка или героина общественное мнение в целом не испытывало сомнений относительно необходимости жёстких правовых мер, с картиной, сформированной впечатлениями о преступлениях наркоманов, готовых на всё ради следующей дозы, и занимающихся наркоторговлей криминальных банд с кровавыми разборками между ними, то в отношении клубных наркотиков угроза общественному порядку представлялась значительно менее очевидной. Экстази не вызывает такой сильной всепоглощающей зависимости, типично не разоряет пользователей и не вредит их карьере, учёбе или отношениям — то есть в какой-то степени совместим с образом жизни среднего класса. По мнению Деборы Аренс, из-за этого сопровождавшая распространение экстази кампания СМИ не отличалась звериной серьёзностью, будучи скорее несколько легкомысленной.
Испытывая недостаток аргументов об угрозе общественному порядку, прогибиционисты сосредоточились на другом аспекте — потенциальных угрозах экстази для здоровья употребляющих. Эти угрозы хорошо известны: под действием экстази возможны медицинские осложнения, иногда чреватые смертельным исходом, потребители также гибнут в авариях и от других наркотиков, принимаемых одновременно с экстази специально или ненамеренно — в составе таблеток неконтролируемого качества. Однако количество подобных смертей и осложнений весьма невелико и составляет довольно шаткую базу для серьёзных легислативных мер, хотя этот вопрос и интенсивно освещался в прессе.
Другим источником беспокойства являются долговременные эффекты воздействия экстази на психику пользователей: у некоторых людей по мере использования экстази происходит падение выраженности желательных эффектов приёма наркотика и нарастание нежелательных — таких как депрессия, проблемы с памятью, расстройства сна и умственных способностей. Частота и источник этих проблем остаётся причиной научных дебатов, так как большинство отмечающих такие симптомы одновременно с экстази принимают другие наркотики, а предрасположенность к таким заболеваниям может присутствовать у пользователей изначально. Принимая во внимание достаточно эфемерную природу как самих проблем, так и их связи с потреблением экстази, политика по пресечению распространения наркотика, основанная на донесении до пользователей отрицательных последствий его употребления, испытывала постоянные трудности, и в результате одна из стратегий прогибиционистов была основана на замене этих психологических проблем вполне конкретным физиологическим эффектом — предполагаемыми повреждениями головного мозга от экстази, вызываемыми нейротоксичностью MDMA, что и составило одну из основ антинаркотической кампании.

## Джордж Рикарти и его лаборатория

Джордж Рикарти на пике своей славы — портрет из журнала Time на фоне изображений из исследования о нейротоксичности MDMA (2000)

К началу 2000-х годов признанным специалистом по исследованию нейротоксичности MDMA был Джордж Рикарти, ученик С. Р. Шустера и Льюиса Сейдена  (англ. C. R. Schuster, Lewis Seiden), обнаруживший вместе с ними на крысах нейротоксичность MDA в 1985:562. Вначале в Медицинской школе Стэнфордского университета, а затем в Медицинском центре имени Джонса Хопкинса (англ. Johns Hopkins Bayview Medical Center), Рикарти выстроил одну из самых известных и хорошо финансируемых лабораторий по нейротоксичности, занимавшуюся в основном вопросами MDMA — с 1989 года по 2003 эта лаборатория получила в виде грантов NIDA и других государственных агентств около 16 миллионов долларов. Наряду со своей женой, психиатром Уной Макканн (англ. Una McCann) — также специалистом по нейронаукам, он был известным пропонентом тезиса о том, что даже единственная рекреационная доза MDMA может привести к необратимым повреждениям мозга:563, и, несмотря на критику методологии и представления своих работ:563—579, они активно пропагандировали находки своей лаборатории в средствах массовой информации:564, а также выступали экспертами: Рикарти был главным экспертом на слушаниях по наказаниям за производство и траффик экстази в 2000 году. Противоречивая антинаркотическая кампания NIDA «plain brain/brain after Ecstasy», приуроченная к 25-летию института в 1999 году, использовала ПЭТ-изображения мозга из одной из работ Рикарти и Макканн с сотрудниками 1998 года. По оценке Чарльза Гроба, к 2000 году Рикарти был одной из ключевых фигур, влиявших на наркополитику США относительно MDMA и экстази:564.

## Начальный эксперимент
В 2000 году лаборатория Рикарти занялась проблемой токсического действия MDMA на дофаминовые нейроны головного мозга, которое проявляется на мышах, но нехарактерно для других видов лабораторных животных, а также человека (по данным, существовавшим к тому времени в научной литературе). Серьёзные нарушения работы дофаминергической системы нейронов вызывают у животных и человека болезнь Паркинсона. Эксперимент касался возможного действия MDMA на эти нейроны у обезьян, и включал 5 беличьих саймири (Saimiri sciureus) и 5 павианов анубисов (Papio anubis, подвид бабуина), которым три раза с промежутками в 3 часа подкожно вводили вещество — кумулятивная доза составила 6 мг/кг, что по неоднозначным в отношении MDMA соотношениям межвидового приведения эффектов лекарственных средств и ядов примерно соответствует стандартной рекреационной дозе MDMA в 1,5—2 мг/кг, или, возможно, соответствует поведению пользователя, принимающего по 150-мг таблетке экстази три раза за ночь для продолжения эффекта — что не типично, но встречается.
Один бабуин и один саймири умерли от гиперпирексии — слишком высокой температуры тела — вскоре после третьего укола, ещё один бабуин и один саймири чувствовали себя настолько плохо после второго укола, что были исключены из особей, получивших третий. Через две—восемь недель после эксперимента обезьяны были умерщвлены и их мозг был исследован на предмет нарушений структуры систем серотониновых и дофаминовых нейронов.
Результаты оказались неожиданными: у всех животных по сравнению с контролем наблюдались признаки серьёзного вреда и отмирания окончаний дофаминовых нейронов, даже более выраженные, чем у серотониновых, и они сопровождались воспалением в местах концентрации домаминергических нейронов.

## Публикация статьи и её реклама
В выпуске журнала Science за 27 сентября 2002 года была опубликована статья Рикарти с соавторами под названием «Сильный нейротоксический эффект в отношении дофаминергических нейронов у приматов, вызванный обычной рекреационной дозировкой MDMA (экстази)» (англ. Severe Dopaminergic Neurotoxicity in Primates after a Single Recreational Dose Regime of MDMA (Ecstasy)). Основным результатом статьи стало утверждение, что даже одна доза MDMA, сравнимая с обычной рекреационной, может вызвать сильное повреждение дофаминовых нейронов головного мозга у приматов; делался вывод, что такое повреждение может вызывать болезнь Паркинсона у людей — если и не немедленно, то в перспективе, по мере понижения эффективности дофаминергической системы с возрастом.
Статья была положительно воспринята научным сообществом, хотя ещё до того, как журнал вышел в тираж, она вызвала резкую критику, в основном со стороны сторонников терапевтического потенциала MDMA. Критики указывали на логическую несвязность выводов статьи и высказывали сомнение в научной чистоте базового эксперимента. В частности, обращалось внимание на то, что указываемые в статье дозы вещества были нетипичны для рекреационного использования — так как ранее лаборатория Рикарти показала, что инъекции MDMA примерно вдвое более нейротоксичны, чем пероральное его введение; данные в известных научных работах, включая более ранние данные лаборатории Рикарти, указывали на отсутствие подобного влияния MDMA на дофаминовые нейроны, а также на недоказанность связи между болезнью Паркинсона и использованием веществ-амфетаминов — выявленные эффекты были очень похожи на нейротоксичность метамфетамина, однако даже он не вызывает паркинсонизма у людей. Дополнительно ставился под сомнение более чем 20 %-й уровень смертности использованных в опытах приматов, так как из экстраполирования данного утверждения на известные цифры статистики по использованию экстази следовало бы ежегодное число смертельных исходов в несколько сотен тысяч человек, что являлось бы весьма заметным социальным явлением, реально никак не наблюдающимся. 
Критический разбор был напечатан в Science в июне 2003 года, вместе с ответом Рикарти на него, в котором он указывал на работы, противоречащие его более ранним результатам, а также находящие некоторые признаки болезни Паркинсона у пользователей метамфетамина; относительно ранее не наблюдавшегося поражения дофаминовых нейронов Рикарти выдвигал предположение, что именно использованный режим введения MDMA, имитирующий его рекреационное использование, вызывает подобные эффекты; кроме того, Рикарти затронул в своём ответе возможные мотивы критиков, утверждая, что клинические испытания MDMA нужно запретить в свете доказанных его работой рисков для здоровья. Анекдотически Рикарти в ответной статье указал вначале, что умерла лишь одна обезьяна (англ. monkey) из 10, затем разъяснив на запрос со стороны редакции Science, что он имел в виду только 10 саймири (англ. squirrel monkey), которых в изначальной статье, однако, описано только 5. Вообще критики отмечали некую неясность в количестве участвовавших в эксперименте обезьян — иногда Рикарти говорил о 10 особях, а в письме в Science — о 10 саймири и 5 бабуинах.
Статья Рикарти получила широкое сенсационное освещение в американской прессе, в частности, благодаря формулировкам пресс-релиза, которые ещё сильнее преувеличивали якобы найденную опасность. При наличии серьёзной научной критики работы пресса колебалась между равноценным освещением взглядов и аргументов обеих сторон и леденящими душу описаниями предполагаемого вреда MDMA от сторонников Рикарти. Дебора Аренс (англ. Debora Ahrens) пишет, что благодаря этому статья Рикарти является самой знаменитой и широко освещённой СМИ работой о вреде экстази. Результаты Рикарти широко цитировались и представлялись как неоспоримое доказательство пагубного вреда экстази как им самим, так и его работодателем — Медицинской школой Джонса Хопкинса, грантодателем — NIDA, публикатором — Science, и прочими официальными лицами, имевшими отношение к разработке и реализации наркополитики США: они использовались в слушаниях в Конгрессе относительно вызвавшего массовые протесты RAVE-акта. Именно благодаря этой работе были свёрнуты начавшиеся в начале 2000-х годов испытания MDMA как психотерапевтического средства для лечения посттравматического стрессового расстройства.
В 2002 году, однако, из-за сопротивления общественности RAVE-акт не прошёл, и был принят лишь в 2003 году в сокращённой редакции и под изменённым названием как дополнительный Закон о нераспространении запрещённых веществ в пакете к Биллю AMBER Alert, вводившему общенациональную систему быстрого оповещения о пропавших детях, — чтобы избежать дебатов в парламенте.

## Дальнейшие эксперименты
Хотя и не убеждённый критиками его работы, Рикарти решил повторить её с учётом некоторых их замечаний, в частности, перейдя к оральному пути введения MDMA обезьянам. Эксперимент был начат в ноябре 2002 года.

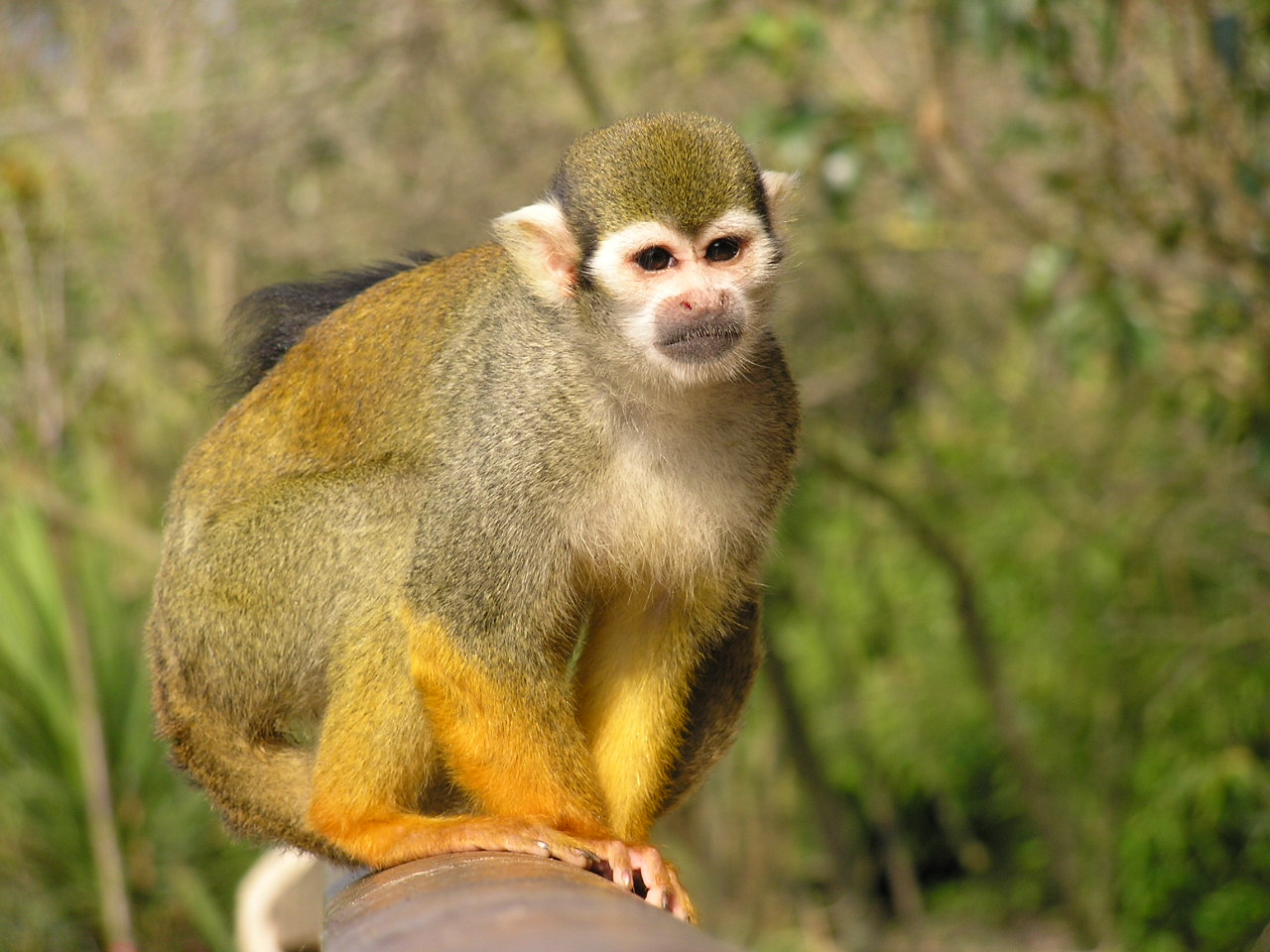
Беличьи саймири (Saimiri sciureus)

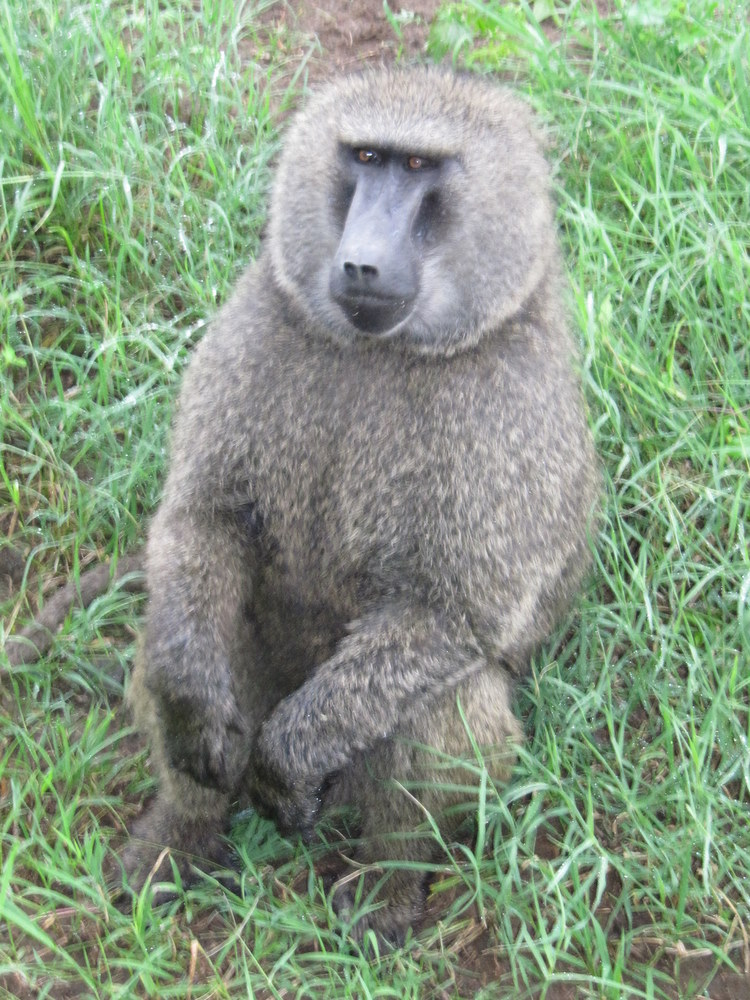
Павиан анубис (Papio anubis)

Беличьим обезьянам (саймири) вводили орально MDMA в различных дозах, как выше, так и ниже той, которую исследовали ранее, а параллельно для сравнения другой группе вводили его же инъекциями — фактически повторяя исходное исследование. К удивлению исследователей, хотя обезьяны показывали некоторые признаки серотонергической нейротоксичности, никакая их группа не страдала от вреда дофаминовым нейронам. Рикарти начал систематический поиск того фактора, который мог вызвать эти различия.
Последовательно были проверены и отвергнуты факторы температуры содержания, влажности воздуха, половые различия, возможные передозировки при приготовлении препарата (была испробована двойная кумулятивная доза — в 12 мг/кг), проверены помимо саймири, участвовавших во всех повторных экспериментах до этого, также павианы. Ни один эксперимент не продемонстрировал дофаминергической нейротоксичности.
После исчерпания этих возможностей подозрение пало на вводимые препараты: исходный и новый MDMA могли отличаться друг от друга. Лаборатория пользовалась веществами, изготавливаемыми на заказ аккредитованной правительством США некоммерческой организацией Research Triangle Institute (RTI), расположенной в Северной Каролине. Использованный в исходных экспериментах флакон к этому времени был полностью истрачен, поэтому проанализирован был используемый в текущих экспериментах раствор MDMA и образец раствора старой партии, остававшийся в RTI — оба образца содержали чистое вещество. Заказанный заново оттуда же MDMA был протестирован на бабуине с очередной неудачей в обнаружении эффекта. 
Затем были проанализированы образцы мозга двух обезьян, умерших вскоре после третьей инъекции — в них должен был бы оставаться недометаболизированный MDMA (что проверили в эксперименте на новых обезьянах), однако анализ его не обнаружил. Таким образом, Рикарти пришёл к выводу, что введённое обезьянам в исходном эксперименте вещество не было MDMA. Подозрение пало на метамфетамин, упомянутый в критическом отзыве на работу и вызывающий относительно похожие стимулирующие и нейротоксические эффекты, однако уже в меньших дозах — что могло объяснить также высокую смертность подопытных обезьян от фактических сильных передозировок метамфетамином. С целью проверить эту гипотезу для проведения пробного химического анализа на метамфетамин был взят флакон с его раствором, находившийся в лаборатории, однако результаты оказались более похожими на MDMA, чем на метамфетамин, а на проведённом из-за этого масс-спектрометрическом анализе оказалось, что флакон содержит MDMA, а не метамфетамин, более того, масс-спектрометрический анализ образцов мозга погибших обезьян начального эксперимента показал присутствие в них (+)-метамфетамина.
Выяснилось, что два этих флакона — MDMA и (+)-метамфетамин — были доставлены в лабораторию из RTI одной посылкой 27 апреля 2000 года. Таким образом, к июлю 2003 года Рикарти предположил, что при пересылке этикетки флаконов были каким-то образом заменены друг на друга, и начал писать отзыв своей предыдущей работы.

## Отзыв статьи и связанный с ним скандал
12 сентября 2003 года, через год после исходной публикации, в этом же журнале было опубликовано официальное признание данной работы как ошибочной и её формальный отзыв. Джордж Рикарти признал свои предыдущие выводы не соответствующими действительности, изложив всю историю попытки репликации исследования и сославшись на ошибку компании-поставщика MDMA, «перепутавшей этикетки контейнеров веществ», из-за чего вместо MDMA приматам был введён метамфетамин, причём в больших, околосмертельных дозах. 
В одном из интервью доктор Рикарти так прокомментировал свою ошибку:

Мы учёные, а не аптекари. Мы получаем сотни химических веществ — и у нас нет привычки проверять их.
Оригинальный текст (англ.)We’re scientists, not chemists. We get hundreds of chemicals here — it’s not customary to check them.

Оказалось также, что тот же флакон использовался ещё в 4 (по другим данным — 2) ранее опубликованных работах, которые также необходимо было отзывать. Отзыв, однако, повторял выводы исходной работы, утверждая, что будущие эксперименты покажут дофаминергическую нейротоксичность MDMA.
Некоторые наблюдатели, в частности, авторы редакционной заметки журнала Nature, указывали на то, что во время выхода статьи в конгрессе США проходили слушания по законопроекту RAVE, которым предполагалось ввести юридическую ответственность для владельцев клубов и организаторов событий, где распространяется экстази. Общественная реакция на новые научные данные о рисках применения MDMA могла способствовать принятию этого жёсткого закона, и Уна Макканн в интервью The Washington Post выражала сожаление по этому поводу. 
Отмечалось также то, что ни публикатор исходной статьи — AAAS, издающий Science, ни спонсировавший исследования лаборатории Рикарти NIDA не приложили достаточных усилий для прояснения ситуации, вызвавшей такой резонанс. Редакторы Nature указали вдобавок на широкую рекламу выводов статьи одним из членов правления AAAS и экс-директором NIDA Аланом Лешнером, и несоразмерные этому усилия по освещению отзыва статьи. Отмечалась также проблема института научного рецензирования — некоторые авторы задавались вопросом, почему статья с такими очевидно странными результатами и без упоминания предыдущих работ, не нашедших дофаминергической нейротоксичности MDMA, без особых проблем прошла через рецензентов одного из самых строгих научных журналов.
В дальнейшем эта история вызвала большой скандал в прессе. Темой скандала была очевидная поспешность и категоричность выводов, обусловленных, по мнению ряда учёных, политическими причинами и желанием правительственных структур наркоконтроля завысить реальный вред, наносимый использованием рекреационных наркотиков в молодёжной среде. Объяснение о случайной подмене веществ признавалось «смешным» и «наивным». Одновременно указанная компания-поставщик (RTI International) официально заявила, что после тщательной проверки не было обнаружено никаких доказательств несоответствия этикеток поставляемым веществам. 
Критики лаборатории Рикарти нашли многочисленные нарушения в методологии проводимых там экспериментов, обвинив его в создании «кустарного производства» результатов о нейротоксичности чего угодно в целях поддержки любой государственной наркополитики за гранты из денег налогоплательщиков (как выяснила MAPS, лаборатория Рикарти с 1989 по 2003 год получила от NIDA в виде грантов на различные исследования минимум 16,4 миллиона долларов). В связи с тем, что одна обезьяна начального исследования получала MDMA из другого флакона и, соответственно, вопреки утверждениям Рикарти с соавторами в исходной статье, никак не могла демонстрировать поражение дофаминергических нейронов (найденное, по их утверждениям там, у всех обезьян), Чарльз Гроб — глава отделения психиатрии в Медицинском центре Харбор-УКЛА (англ. Harbor-UCLA Medical Center) и давний критик Рикарти — утверждал, что такое выборочное отношение к публикуемым данным вообще характерно для этой лаборатории и Рикарти.
Научная репутация самого Рикарти была безвозвратно разрушена — профессор наркологии Энно Фрейе в 2009 году называет его «Тёмным Принцем сомнительной науки» (англ. Dark Prince of suspect science). Тем не менее, работа лаборатории Рикарти продолжается вплоть до настоящего времени (2016 год) примерно с теми же грантодателями, однако уровень влияния публикуемых ею работ существенно снизился — так, Рикарти с 2003 года перестали приглашать вести пленарные доклады на конференциях по нейротоксичности.
Директор NIDA Лешнер, с которым связывают сомнительные с научной точки зрения кампании института о нейротоксичности MDMA, ушёл в отставку в сентябре 2001 года, а новый директор института Нора Волкова назвала случай со статьёй серьёзным поводом для утраты доверия и, по её словам, потратила целые выходные на проверку того, чтобы на сайте NIDA не было утверждений, преувеличивающих вред экстази. Список «фактов» об MDMA на сайте DEA также был существенно пересмотрен. Аналогичная переоценка доказательств вреда MDMA и экстази произошла и в научном мире, дав новое дыхание дискуссии о нейротоксичности этого вещества. Были возобновлены исследования MDMA как вспомогательного психотерапевтического средства при посттравматическом стрессовом расстройстве.
В интервью 2006 года Рикарти сообщил, что сейчас он не уверен в том, что MDMA оказывает нейротоксическое действие на дофаминергическую систему у человека, но что нейротоксичность MDMA по отношению к серотонергическим нейронам у человека несомненна, и граница безопасности, то есть отношение нейротоксической дозы к действующей, для MDMA по его мнению невелика, что должен знать каждый, кто желает попробовать экстази.